# Riccardia pembaiensis
Riccardia pembaiensis là một loài rêu trong họ Aneuraceae. Loài này được Stephani Hürl. mô tả khoa học đầu tiên năm 1976.